# Jägerstraße (metropolitana di Vienna)
Jägerstraße è una stazione della linea U6 della metropolitana di Vienna situata nel 20º distretto.

## Descrizione
La fermata è stata inaugurata il 4 maggio 1996 come parte del prolungamento settentrionale della linea metropolitana U6 da Nußdorfer Straße a Floridsdorf.
La struttura si sviluppa in sotterranea sotto Leipziger Straße e si estende tra Leipziger Platz a ovest e Jägerstraße a est.  È stata costruita secondo i progetti del gruppo di architetti della U-Bahn (Holzbauer, Marschalek, Ladstätter, Gantar), già responsabili della progettazione delle altre linee metropolitane aperte a Vienna dal 1978.
L'accesso ai treni avviene tramite una piattaforma centrale a cui si accede con scale mobili e ascensori; non ci sono quindi barriere architettoniche.

## Ingressi
- Jägerstraße
- Leipziger Platz